# Brachirus aenea
 Brachirus aenea és un peix teleosti de la família dels soleids i de l'ordre dels pleuronectiformes que es troba a les costes del Mar de la Xina Meridional.